# AI–20
Az AI–20 (oroszul: АИ–20; AI – Alekszandr Ivcsenko) szovjet légcsavaros gázturbinás hajtómű, melyet az 1950-es évek közepén fejlesztettek ki a zaporizzsjai OKB–478 (ma: Ivcsenko-Progressz) tervezőirodában. Ezt a hajtóművet alkalmazzák többek között az Il–18 utasszállító és az An–12 teherszállító repülőgépeken is. Az AI–20 volt az OKB–478 tervezőiroda első gázturbinás hajtóműve. Az AI–20 konstrukcióján alapul a kisebb méretű és teljesítményű AI–24 légcsavaros gázturbina.

## Története
Az Alekszandr Ivcsenko vezetése alatt álló OKB–478 tervezőiroda és a Kuznyecov tervezőiroda 1956-ban kapott megbízást az Iljusin és az Antonov tervezőirodákban tervezés alatt álló új légcsavaros utasszállító repülőgépek, az Il–18 és az An–10 számára egy 4000 LE körüli felszálló teljesítménnyel rendelkező gázturbinás hajtómű kifejlesztésére. A Kuznyecov tervezőiroda az NK–4 légcsavaros gázturbinát készítette el, míg az OKB–478 az AI–20 jelzésű légcsavaros gázturbinát fejlesztette ki. Mindkét hajtóművet beépítették az Il–18-as 20 darabos előszéria gépeibe. Az ezekkel végzett repülési tesztek során az AI–20 bizonyult megbízhatóbbnak (az egyik NK–4-es hajtóművel felszerelt géppel baleset is történt hajtóműhiba miatt), így az AI–20 sorozatgyártásáról született döntés.
1957-ben kezdődött el a hajtómű sorozatgyártása a Zaporozsjei Motorgyárnál (ma: Motor Szics). 1963–1965 között a Permi Motorgyár is gyártotta. A Motor Szicsnél napjainkban is folyik a gyártása. A 2000-es évek elejéig kb. 14 ezer darabot gyártottak. Kínában licenc alapján gyártják.
A hajtóművek nagyjavítások közti üzemideje a kezdeti gyártási sorozatoknál alacsony, mindössze 600–750 óra volt. A folyamatos továbbfejlesztéssel és a gyártási minőség javításával ez az érték a későbbi változatoknál 4000 üzemórára emelkedett, míg a hajtómű teljes élettartama elérte a 20 ezer üzemórát.
A továbbfejlesztés során több változatát alakították ki. Ezek konstrukciója megegyezik, alapvetően a gyártás pontosságában, kisebb részegységekben különböznek. A továbbfejlesztés során folyamatosan növelték a kompresszor nyomásviszonyát, így az egyes újabb változatoknál növekedett a teljesítmény.
A hajtóművet az An–10 mellett alkalmazták az An–8, An–12 és An–32 szállító repülőgépeknél. Ugyancsak az AI–20 hajtja az Il–18, Il–38 és Be–12 gépeket.

## Jellemzői
Egytengelyes kialakítású gázturbinás hajtómű, a turbinák, a kompresszor, valamint a reduktor egy közös tengelyen helyezkedik el.
Fő részei a reduktor, a meghajtásház, a kompresszor, az égéstér, a turbina, valamint a segédberendezések.
A reduktor a hajtómű elején található kúpos házban helyezkedik el. A kétfokozatú bolygómű áttétele 11,45. A reduktor és a kompresszor között elhelyezkedő meghajtásházon alakították ki a levegőbeömlő nyílásokat, valamint ezen helyezkedik el a segédberendezések többsége. A hajtómű kompresszora tízfokozatú, az égéstere gyűrűs kialakítású. A turbina háromfokozatú, nem hűtött.
A hajtóműhöz a négytollú, változtatható állásszögű, bal forgásirányú AV–68 típusú légcsavar különféle változatait (AV–68D, AV–68DM, AV–68I) használják.
A hajtómű T–1, TSZ–1 és RT jelzésű kerozinnal üzemel.

## Típusváltozatai
- AI–20 – 4000 LE-s alapváltozat, amelyet az An–10 és An–12 gépeken alkalmaznak.
- AI–20D – Növelt teljesítményű változat. A felszálló teljesítménye 5180 LE. Az An–8, An–32 és a Be–12 gépeken alkalmazzák.
- AI–20DK – A Be–12FSZ-hez kifejlesztett módosított változat, amelyet az An–32-nél is alkalmaznak.
- AI–20K – Az Il–18V-hez gyártották 1963–1965 között.
- AI–20M – 4250 LE felszálló teljesítményű változat. Az An–12BK, An–32, Il–18D és Il–38 gépeken alkalmazzák.

## Alkalmazása
- An–8
- An–10
- An–12
- An–32
- Be–12
- Il–18
- Il–20M
- Il–22
- Il–38